# Abaza Siyavush Pascià I
Abaza Siyavush Pascià I (... – Istanbul, 25 aprile 1656) è stato un politico e militare ottomano di etnia abcasa.
Fu un gran visir ottomano (l'indice I è usato per differenziarlo dal secondo e più noto Abaza Siyavuş Pascià, che servì anche come gran visir, dal 1687 al 1688). Fu anche Damat della dinastia ottomana, avendo sposato una nipote di Ahmed I, Safiye Hanımsultan (figlia di Gevherhan Sultan). 
Era un servitore di Abaza Mehmed Pascià, un leader ribelle dell'impero ottomano nel XVII secolo. Dopo l'esecuzione del suo padrone, entrò al servizio del palazzo di Istanbul. Nel 1638, fu promosso a visir, e nel 1640, fu nominato capitan pascià (ammiraglio della marina). Nel 1642, fu incaricato di riconquistare il forte di Azov (nella moderna Russia) dai cosacchi, ma fallì. Fu poi assegnato a varie città come governatore, tra cui Erzurum, Diyarbakır (entrambe nella moderna Turchia) e Silistra (nella moderna Bulgaria). Il 5 marzo 1651, fu promosso gran visir a seguito di una rivolta dei commercianti di Istanbul. Il 27 settembre, poco più di un mese dopo la sua nomina, fu destituito dal suo incarico e stava per essere giustiziato quando la Valide Sultan Kösem intervenne per salvargli la vita. Fu quindi nominato beilerbei della Bosnia. Anche se Abaza Siyavuş Pascià fu nuovamente promosso alla carica di gran visir il 5 marzo 1656, morì poco dopo, il 25 aprile.